# Matthew Williams (designer)
Matthew M. Williams est un créateur et entrepreneur américain. Il a fondé la marque de mode 1017 ALYX 9SM et a été nommé directeur artistique des collections féminines et masculines de la maison Givenchy en juin 2020,.

## Biographie

### Origines et jeunesse
Matthew M. Williams est né le 17 octobre 1985 à Evanston, dans l’Illinois (États-Unis). Ses parents travaillaient dans le domaine médical. En 1987, la famille a déménagé à Pismo Beach, en Californie, où Williams a grandi. Enfant, il voulait devenir médecin urgentiste. Adolescent, il s’intéressait au skateboard, au football et à la musique, et allait à Santa Barbara et Los Angeles pour assister à des concerts et des DJ sets. À 18 ans, à l’occasion d’un stage auprès d’un entraîneur de football qui possédait aussi une marque de vêtements, Williams a découvert qu’il était possible de travailler dans la mode. Il a alors arrêté ses études et s’est plongé dans cet univers. 

### Carrière

#### Direction artistique
Williams a d’abord cherché à intégrer l’école de design Parsons, à New York, qui n’a pas retenu sa candidature. Il a été embauché comme responsable de production et a pu apprendre comment fonctionne une marque de vêtement. Par la suite, il a découvert la création de costumes grâce à des stylistes qui travaillaient avec des musiciens.
En 2007, le styliste de Kanye West a demandé à Matthew Williams de lui dessiner une veste : ce dernier a alors participé à la création d'une veste incrustée de LED. Kanye West lui demande donc de rejoindre son équipe, puis de prendre en charge la direction artistique de clips et d’établir l’atelier de sa première marque de mode Pastel, ainsi que son entreprise de contenus créatifs, DONDA.
En 2012, la collaboration entre Matthew Williams et Kanye West mène à la formation du collectif artistique et de DJ Been Trill, qui réunit Heron Preston, Virgil Abloh, Justin Saunders et Matthew Williams. Celui-ci décrit ce collectif comme «quelque chose qui nous plaisait, tout simplement».
Il rencontre Lady Gaga dans un restaurant, qui s'ensuivra d'une collaboration créative. Il prend en charge la direction artistique de « Haus of Gaga », de 2008 à 2010, et crée des costumes pour la chanteuse.
En 2020, il est, ainsi que Kanye West, producteur exécutif sur l'album Whole Lotta Red du rappeur Playboi Carti.

#### 1017 Alyx 9SM
Le créateur a fondé Alyx, une marque de mode pour femmes qui porte le nom de sa fille aînée, et lance sa première collection automne-hiver 2015.
La marque a été sélectionnée en 2016 pour le Prix LVMH pour les Jeunes Créateurs de Mode. Depuis, la marque a été rebaptisée 1017 Alyx 9SM: la date de naissance de Matthews, le 17 octobre, le nom de sa fille aînée, Alyx, et l’adresse new-yorkaise de son premier atelier, 9 St. Marks’ Place.
Il a collaboré avec Dior, Nike, Moncler, Bang & Olufsen et Mackintosh.
Chez Dior, il participe au développement d'accessoires de la collection printemps-été 2019.
En janvier 2020, Nike a lancé une collection dessinée par Matthew Williams.
En février 2020, 1017 ALYX 9SM a fait équipe avec Moncler pour ses collections Genius,

#### Givenchy
En juin 2020, Williams a été nommé par Givenchy Directeur Artistique des collections féminines et masculines.

### Vie privée
Il est en couple avec la chanteuse Lady Gaga, de septembre 2009 à janvier 2010.
Il a un fils, Cairo, issu d'une relation antérieure avec la costumière Erin Hirsh.
Matthew était marié à Jennifer Murray. Ils ont deux filles, Alyx et Valetta.